# Sebastian Kerk
Sebastian Kerk est un footballeur allemand né le 17 avril 1994 à Bad Wurzach. Il évolue au poste de milieu terrain à l'Arka Gdynia.